# 이토만시

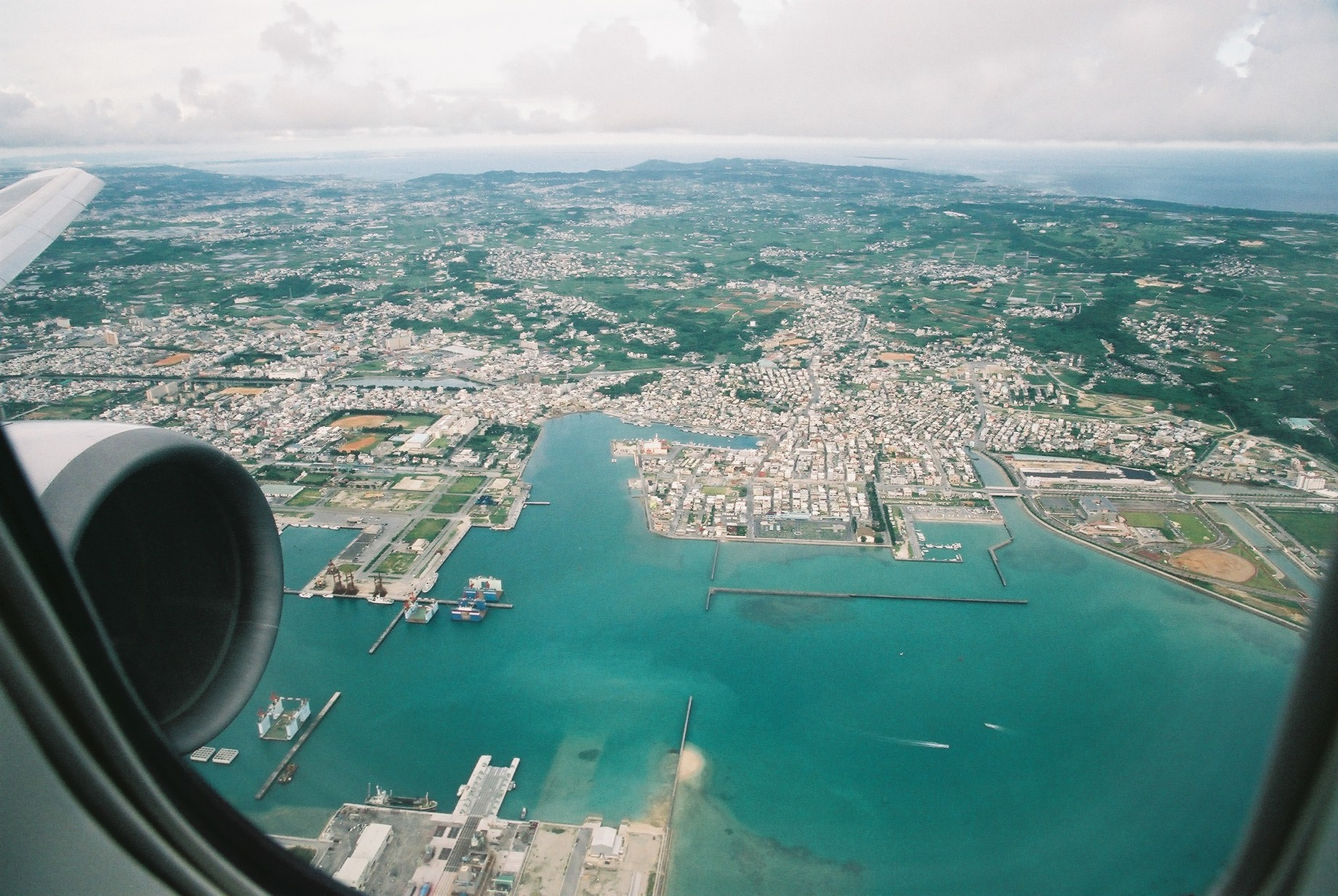
이토만의 항구

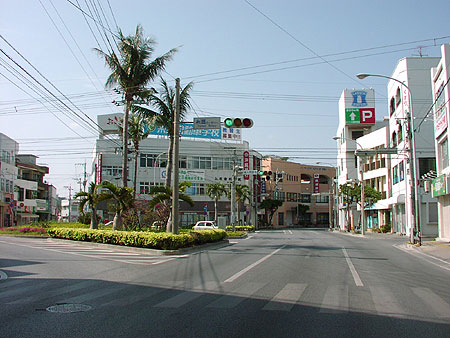
이토만 교차로

이토만시(일본어: 糸満市, 오키나와어: Ichuman)는 일본 오키나와현 오키나와섬 최남단에 있는 시이다.

## 개요
연안부 이토만 지구의 주민은 주로 어업에 종사하고 있다. 어업 이외에도 내륙에서는 밭농사를 중심으로 농업, 축산도 활발하다. 또 나하시와 가까워 근래에 인구가 증가해 도시화가 현저하다. 종전 후에 출어 해역이 오키나와 주변으로 한정되었지만, 1982년에는 대형 선박용의 이토만 어항이 완성되고 수산 가공 공장이 입지하는 등 상공업 중심지로 발달하고 있다.
전통 공예로는 류큐 유리마을로 대표되는 유리 공예(류큐 유리)와 칠기가 있다. 시 남부의 옛 미와촌 일대는 오키나와 전투 최대의 격전지로 현재는 오키나와 전적 국립공원으로 지정되어 있다.

## 지리
북서부의 충적 평야에 중심 시가지가 있다. 북부는 완경사면과 급사면이 혼재하는 변화가 심한 구릉지이고 동부에는 해발 168m의 요자산이 있다. 중앙부와 남부는 류큐 석회암으로 덮여 있는 대지로 남쪽은 완만한 경사면을 이루는 반면에 북쪽은 단층 운동에 의해 생긴 급경사면을 가진다.

### 인접한 자치체
- 도미구스쿠시
- 야에세정

## 역사
- 1908년 - 도서정촌제 시행으로 이토만정이 성립하였다.
- 1961년 10월 1일 - 이토만정·가네구스쿠촌·다카미네촌·미와촌이 합병해 새로운 이토만정이 되었다.
- 1971년 12월 1일 - 시로 승격해 이토만시가 되었다.

## 교통

### 도로
- 국도 331호선
- 국도 507호선

## 자매 도시
- 일본 미야자키현 쓰노정
- 일본 홋카이도 아바시리시(2001년 2월 5일)